# 吴丹岛
吴丹岛（英語：U Thant Island），官方稱為貝爾蒙特島（英語：Belmont Island），是紐約市曼哈頓所屬的一個人造小島。它長約60米，寬約30米，位於羅斯福島前端。

## 位置與主權
这个微型人工岛的大小为30x60米，位于罗斯福岛以南的东河中。它的西邊是曼哈顿的第42街的联合国总部，東邊是长岛皇后区的Gantry Plaza国家公园。它属于曼哈顿管轄，并且是曼哈顿社区第6区（Manhattan Community District 6）的一部分，该区还包括吴丹島以西的Turtle Bay和Murray Hill社区。
该岛归纽约州政府所有，目前受到保护，作为包括角鸕鶿在內的鸟类迁徙的棲息所。 从2000年到2011年，角鸕鶿的數量增加了一倍以上。

## 歷史

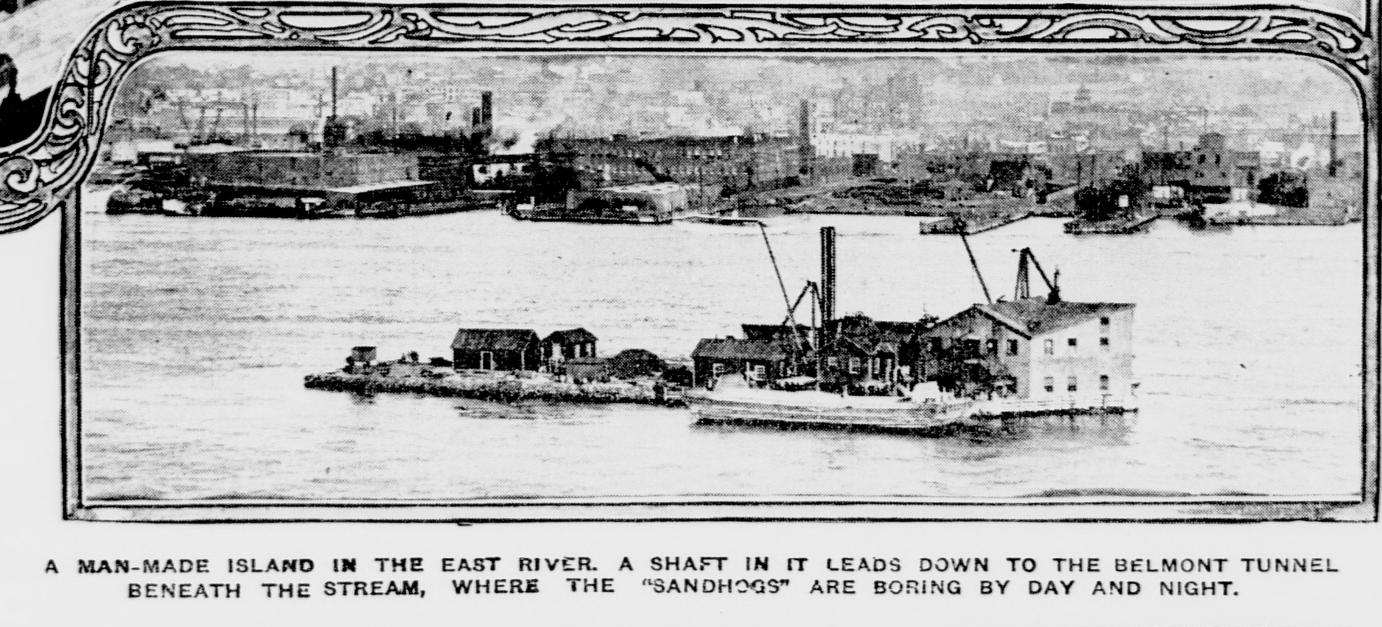
1906年施工過程中新造的島

1890年代，威廉·施坦威（William Steinway）建造了两条施坦威隧道（Steinway Tunnel），供东河下的火車用来将曼哈顿与他同名的公司镇施坦威村（Steinway Village，位于皇后区）相连。作为该建设项目的一部分，人們将一根竖井挖入称为Man-o'-War  
dReef的出露的花岗岩中。修築隧道产生了多余的垃圾，这些垃圾堆填了礁石并形成了一个小岛。 施坦威在隧道完工之前就去世了，金融家奥古斯特·贝尔蒙特（August Belmont Jr.）在1907年完成了该项目。並以自己名字命名了這個島。1906年，在岛下发生的一起竖井事故中有四名工人死亡。直接在岛下通过的隧道現在仍由IRT法拉盛线的列车使用，已成为纽约地铁系统的一部分。
1977年，该岛被联合国的一个称为“和平冥想”（Peace Meditation）的组织使用。這個組織由联合国总部的雇员以及曾經的牧师斯里·钦莫伊（Sri Chinmoy）的信徒組成。他们从纽约州租借了该岛，对其表面进行了绿化，并非正式地将其改名为钦莫伊的朋友、前联合国秘书长、缅甸人吴丹。 吴丹岛之名虽然是非正式的，但已成为该岛的俗称。